# Gazania linearis
Gazania linearis es una especie de planta herbácea perteneciente a la familia  Asteraceae.Es originaria de Sudáfrica, pero se pueden encontrar en otras partes del mundo con clima similar donde se han naturalizado, como  California en los Estados Unidos. 

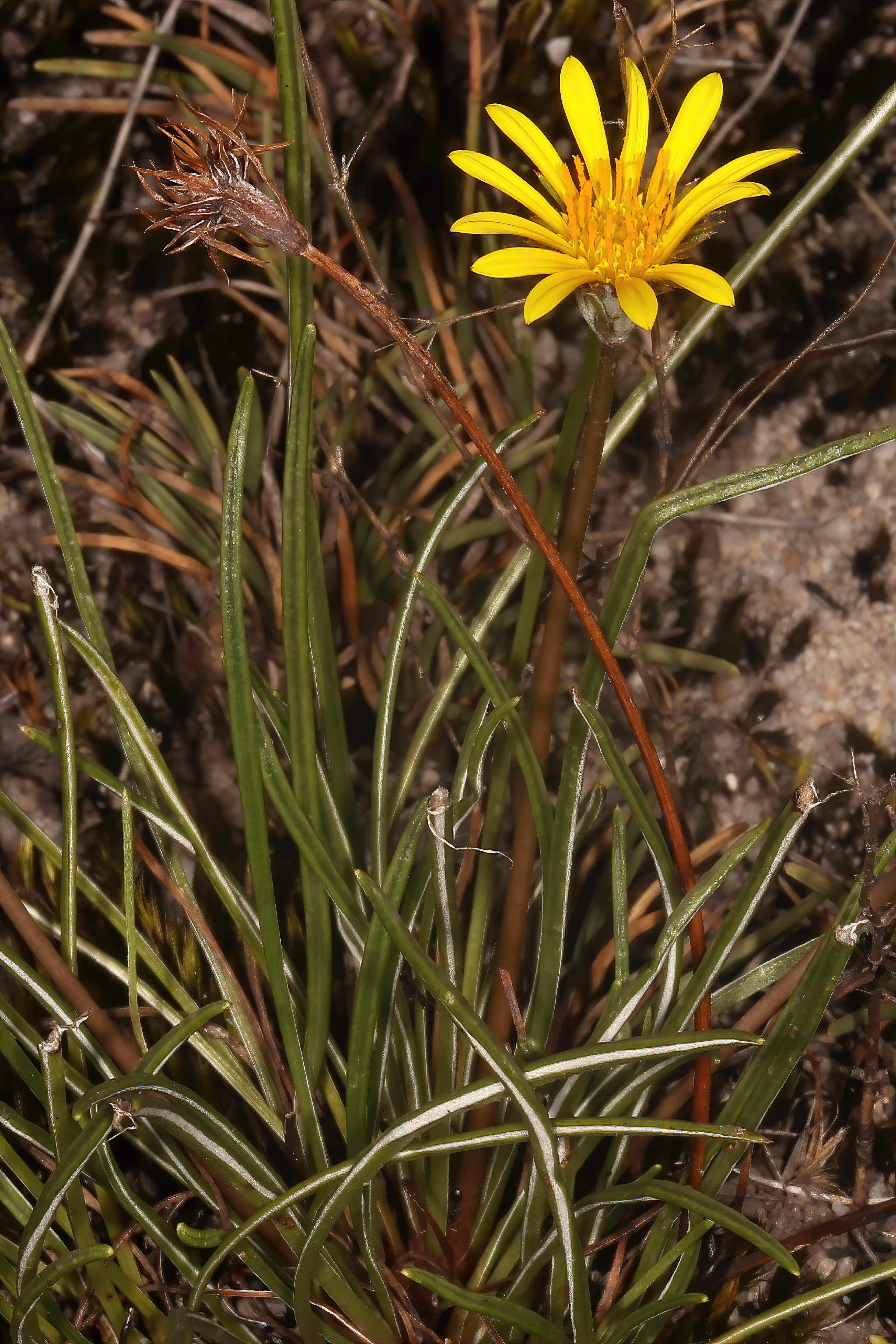
Vista de la planta

## Descripción
Esta especie forma una alfombra de hierbas perennifolias que crecen a partir de rizomas. Sus hojas tienen pecíolos alados  y forma rosetas basales en el suelo alrededor del tallo. Las hojas tienen forma ovalada, color verde opaco con el envés lanoso. La planta produce flores solitarias  en tonos de color amarillo brillante. Cada cabeza de flor puede tener hasta 18 centímetros de diámetro y tiene un centro de disco de color rojizo oscuro   y una franja exterior con unas 20 lígulas largas. Las lígulas pueden tener manchas oscuras cerca de la base, hacia arriba  sus bordes están rizados, y se cierran por la noche. El fruto es un pequeño aquenio cubierto de largos pelos con varias veces la longitud del cuerpo de la fruta.

## Taxonomía
Gazania linearis fue descrita por (Thunb.) Druce y publicado en (Report,) Botanical Society and Exchange Club of the British Isles 4(suppl. 2): 624. 1916[1917].
Etimología
Gazania: nombre genérico que fue otorgado en honor de Teodoro Gaza (1398-1478), erudito italiano de origen griego y traductor de las obras de Teofrasto del griego al latín.
linearis: epíteto latíno que significa "linear".
Variedad aceptada
- Gazania linearis var. ovalis (Harv.) Roessler

Sinonimia
- Arctotis staticefolia Poir.
- Gazania kraussii Sch.Bip.
- Gazania linearis var. linearis
- Gazania longiscapa DC.
- Gazania longiscapa var. longiscapa
- Gazania multijuga DC.
- Gazania pinnata var. multijuga (DC.) Harv.
- Gazania stenophylla Auct.
- Gazania subulata R.Br.
- Gorteria linearis Thunb.[4]